# Harry John Johnson
Harry John Johnson, född den 10 april 1826, död den 31 december 1884, var en engelsk landskapsmålare.
Johnson studerade i London, reste sedan i södra Europa, norra Afrika och Mindre Asien samt målade förträffliga olje- och akvarellbilder (Ruinerna vid Sardes, Akropolis i Aten, Afaiatemplet på Egina med flera).